# ORA
ORA — дебютный студийный альбом британской певицы Риты Оры, записанный на лейблах Roc Nation и Columbia, и вышедший в 2012 году. Он был назван в честь фамилии певицы, но название также указывает на длительную запись альбома.

## Об альбоме
Запись альбома проходила с начала 2010 года по начало 2012 года. Певицей были привлечены такие продюсеры как will.i.am, Ester Dean, Дрейк, The-Dream, Канье Уэст и Stargate, J. Cole. На протяжении 2011 Рита выпускала видеоролики о работе над альбомом. Она сообщила, что хотела чтобы альбом звучал так, как она задумывала, а на запись диска ей дали три года: два года на разработку материала, и год на запись альбома. Рита призналась, что во время работы над пластинкой она вместе с Канье Уэстом записала множество композиций, которые по её мнению должны быть сохранены для следующего альбома.
Говоря о звучании альбома, Рита сказала, что композиции записаны в стиле поп, но так же в некоторых песнях присутствуют звуки джаза. По словам Риты, на её творчество повлияли Гвен Стефани, Эрик Клэптон и Би Би Кинг, что отражено в её альбоме.
Рита объяснила, что обложка была вдохновлена независимостью и принятием себя такой, какая она есть. На фотосессии певица работала с фотографами Gomillion и Leupold.

## Синглы
- «How We Do (Party)» была выбрана первым синглом в Америке и Новой Зеландии 20 марта 2012 года. Её написали Victor Alexander, Kelly Sheehan и Bonnie McKee. Сингл дебютировал на восьмом месте в чарте Новой Зеландии и достиг пиковой позиции на пятом месте[12]. Он также достиг 9 места в Австралии, в американском чарте Billboard Hot 100 песня дебютировала на 96 месте, а в Великобритании песня дебютировала на 1 месте.
- «R.I.P.» выбрана вторым синглом из альбома, и первым синглом для Великобритании. Его релиз состоялся 6 мая 2012 года. Клип на песню был выпущен 4 апреля 2012[13]. Сингл дебютировал на 1 месте в UK Singles Chart.
- Песня «Shine Ya Light» стала третьим синглом из альбома, издан в Великобритании, что было подтверждено Ритой во время интервью для Demand FM в августе 2012 года[14]. Изначально планировалось издать «Shine Ya Light» четвёртым синглом, а третьим синглом издать песню «Radioactive», которая была издана четвёртым синглом.
- «Radioactive» издан четвёртым синглом из альбома. Съёмки видеоклипа проходили 12 ноября 2012 года, релиз видео прошёл 10 декабря 2012 года[15].

Промосинглы
Песня «Roc the Life» вышла 23 июля 2012 и стала рекламным синглом в Великобритании.
Прочие песни
«Young, Single & Sexy» попала в UK Singles Chart на 54 место благодаря высоким цифровым продажам. «Love and War», записанная совместно с J. Cole, попала на 193 позицию UK Singles Chart.

## Список композиций
| №                   | Название                                      | Автор(ы) | {{{extra_column}}}             | Длительность |
| ------------------- | --------------------------------------------- | --- | ------------------------------ | ------------ |
| 1.                  | «Facemelt»                                    | Harley Wertheimer, James Fauntleroy | Diplo                          | 1:33         |
| 2.                  | «Roc the Life»                                | Rita Ora, Terius Nash | The-Dream                      | 4:01         |
| 3.                  | «How We Do (Party)»                           | Victor Alexander, Bonnie McKee, Kelly Sheehan | The Runners, The Monarch       | 4:07         |
| 4.                  | «R.I.P.» (совместно с Tinie Tempah)           | Aubrey Graham, Farhad Samadzada, Mikkel S. Eriksen, Tor Erik Hermansen, Nneka Egbuna, Renee Wisdom, Saul Milton, William Kennard, Patrick Okogwu | Stargate, Chase & Status       | 3:48         |
| 5.                  | «Radioactive»                                 | Ora, Sia Furler, Greg Kurstin | Kurstin                        | 4:11         |
| 6.                  | «Shine Ya Light»                              | Chris Loco, Fraser T. Smith, Laura Pergolizzi | Smith, Chris Loco              | 3:30         |
| 7.                  | «Love and War» (совместно с J. Cole)          | Ester Dean, Jermaine Cole, Eriksen, Hermansen | Stargate                       | 3:35         |
| 8.                  | «Uneasy»                                      | Ora, Makeba Riddick, Katie White, Jules De Martino                                                                                               | De Martino                     | 3:02         |
| 9.                  | «Fall in Love» (featuring will.i.am)          | William Adams, Alexis Latrobe | will.i.am                      | 4:13         |
| 10.                 | «Been Lying»                                  | Ora, Brandon Linney, Michael Linney, Rachel Rabin, Edwin Serrano                                                                                 | Michael Linney, Brandon Linney | 3:44         |
| 11.                 | «Hello, Hi, Goodbye»                          | Ariel Rechtshaid, Nash, Thomas Pentz | The-Dream, Diplo               | 3:58         |
| 12.                 | «Hot Right Now» (DJ Fresh featuring Rita Ora) | Daniel Stein, The Invisible Men | Daniel Stein, Wez Clarke       | 3:02         |
| Общая длительность: | Общая длительность:                           | Общая длительность: | Общая длительность:            | 42:48        |

| №                   | Название                     | Автор(ы)                                                    | {{{extra_column}}}  | Длительность |
| ------------------- | ---------------------------- | ----------------------------------------------------------- | ------------------- | ------------ |
| 13.                 | «Crazy Girl»                 | David Taylor, Nash, Pentz                                   | Diplo               | 3:35         |
| 14.                 | «Young, Single & Sexy»       | Makeba Riddick, Mikkel Storleer Eriksen, Tor Erik Hermansen | Stargate            | 3:45         |
| 15.                 | «Meet Ya»                    | Ben Harrison, Brian Kennedy, James Fauntleroy               |                     | 2:17         |
| 16.                 | «ORA Track-by-Track» (video) |                                                             |                     | 16:25        |
| Общая длительность: | Общая длительность:          | Общая длительность:                                         | Общая длительность: | 52:26        |

## Чарты
| Chart (2012)             | Высшая позиция |
| ------------------------ | -------------- |
| Australian Albums Chart  | 24             |
| Austrian Albums Chart    | 51             |
| German Albums Chart      | 63             |
| Irish Albums Chart       | 2              |
| New Zealand Albums Chart | 24             |
| Scottish Albums Chart    | 1              |
| Swiss Albums Chart       | 15             |
| UK Albums Chart          | 1              |